# Czyżewszczyzna (obwód brzeski)
Czyżewszczyzna (biał. Чыжэўшчына, Czyżeuszczyna; ros. Чижевщина, Cziżewszczina) – wieś na Białorusi, w obwodzie brzeskim, w rejonie żabineckim, w sielsowiecie Leninski, nad Trościanicą i przy drodze magistralnej M1.
Współcześnie w skład wsi wchodzą także dawne wsie Krupczyce i Rykowicze. Historyczna Czyżewszczyzna stanowi dziś południową część wsi, Krupczyce środkową, dawne Rykowicze zlokalizowane są natomiast w północnej części wsi, przy autostradzie.

## Historia
W Rzeczypospolitej Obojga Narodów leżały w województwie brzeskolitewskim, w powiecie brzeskolitewskm. 17 września 1794 pod Krupczycami powstańcy kościuszkowscy pod dowództwem gen. Karola Sierakowskiego stoczyli bitwę z korpusem rosyjskim gen. Aleksandra Suworowa.
W wyniku III rozbioru Polski znalazły się w Rosji, w ramach której w XIX i w początkach XX w. położone były w guberni grodzieńskiej, w powiecie kobryńskim. Przebiegała tędy granica gmin – wieś i osada Czyżewszczyzna oraz wieś (osada cerkiewna) i folwark Krupczyce leżały w gminie Oziaty, natomiast wieś i folwark Rykowicze w gminie Rohoźna.
W dwudziestoleciu międzywojennym leżały w Polsce, w województwie poleskim, w powiecie kobryńskim:
- wsie Czyżewszczyzna i Krupczyce położone były w gminie Oziaty – w 1921 obie miejscowości liczyły łącznie 110 mieszkańców, zamieszkałych w 20 budynkach, w tym 58 Polaków, 49 Białorusinów i 3 osoby innej narodowości[a]. Wszyscy mieszkańcy byli wyznania prawosławnego[4];
- wieś i folwark Rykowicze do 18 kwietnia 1928 położone były w gminie Rohoźna, następnie w gminie Oziaty[5] – w 1921 wieś liczyła 65 mieszkańców, zamieszkałych w 6 budynkach. Folwark liczył zaś 4 mieszkańców, zamieszkałych w 1 budynku. Mieszkańcami obu miejscowości byli wyłącznie Białorusini wyznania prawosławnego[4].

Po II wojnie światowej w granicach Związku Sowieckiego. Od 1991 w niepodległej Białorusi. Połączenia miejscowości dokonano po 1945.

## Religia
W XVII w., czasach Rzeczypospolitej Obojga Narodów, w Krupczycach powstał kościół katolicki oraz klasztor ojców karmelitów, licznie odwiedzany z okazji odpustów. W II połowie XVIII w. staraniem kasztalena Nestorowicza biskup wileński Ignacy Jakub Massalski erygował tu parafię. Wówczas rozbudowano także klasztor, przy którym działała szkoła. Parafia posiadała kaplicę filialną w Oziatach. Klasztor został zamknięty przez Rosjan po upadku powstania listopadowego. Parafia została zlikwidowana przez władze carskie w 1865, w ramach represji po upadku powstania styczniowego. Kościół został wówczas przejęty przez Cerkiew prawosławną i spłonął wraz z dawnym klasztorem jeszcze w XIX w.
Współcześnie w Czyżewszczyznie, na terenie dawnych Krupczyc, znajduje się cerkiew prawosławna pw. św. Włodzimierza Wielkiego z 1894.
Na miejscu bitwy pod Krupczycami w 2004 zbudowano czasownie, upamiętniającą wszystkich żołnierzy w niej poległych.

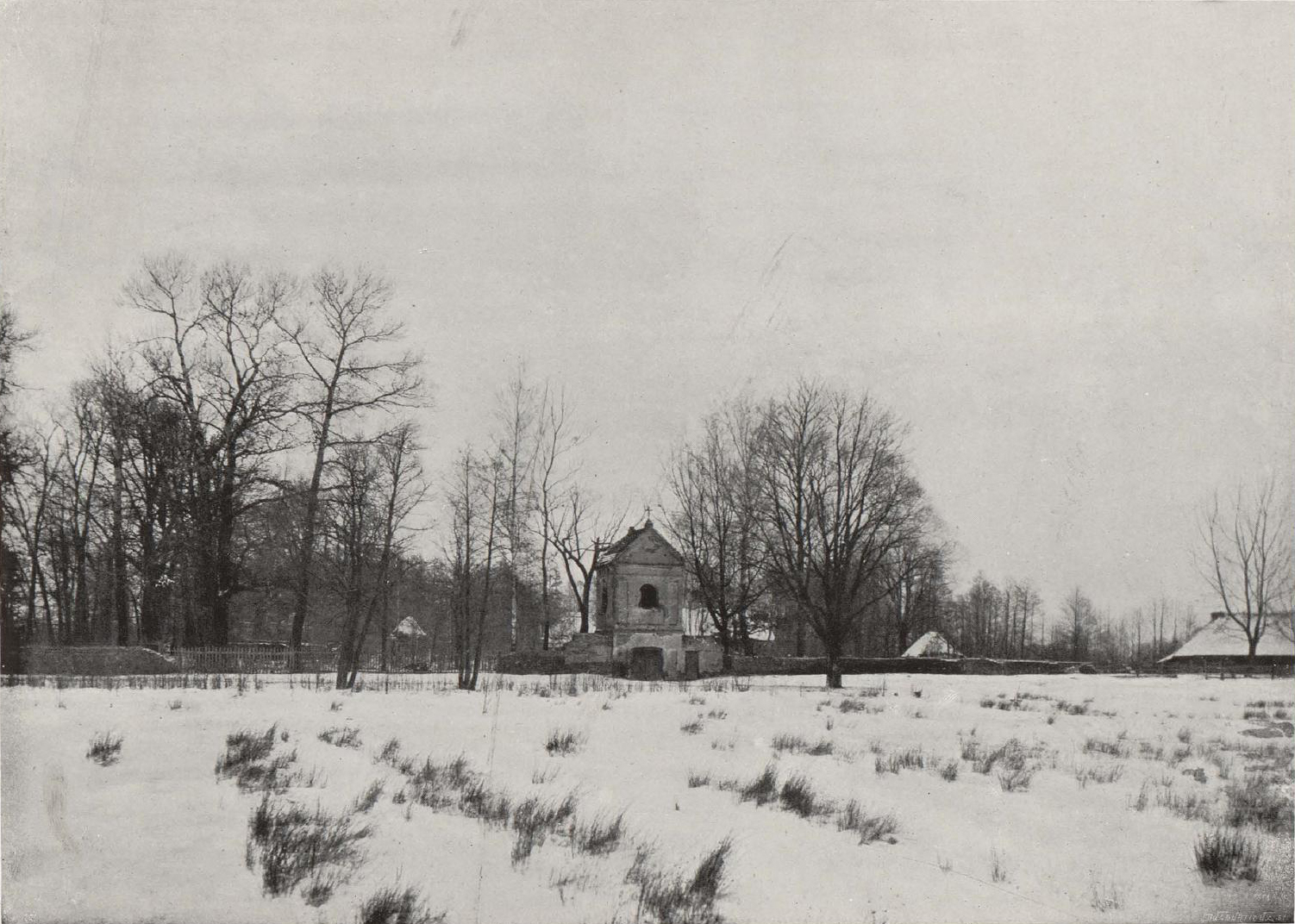
Ruiny dawnego klasztoru karmelitów w 1899
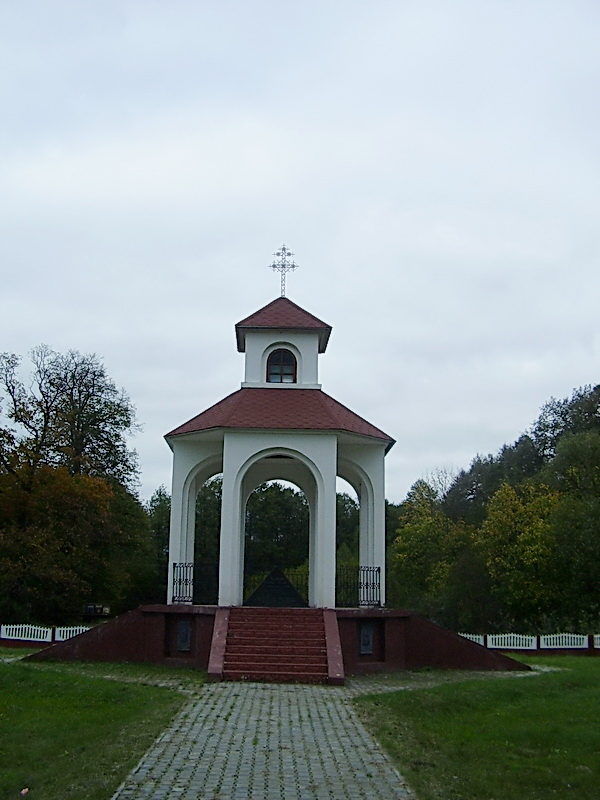
Czasownia